# Лысенко, Иван Иосифович
Иван Иосифович Лысенко (1918—2000) — полковник Советской Армии, участник Великой Отечественной войны, Герой Советского Союза (1945).

## Биография
Иван Лысенко родился 10 августа 1918 года в селе Искренное (ныне — Шполянский район Черкасской области Украины). После окончания неполной средней школы работал мастером на заводе в Киеве. В 1941 году Лысенко был призван на службу в Рабоче-крестьянскую Красную Армию. Окончил военную авиационную школу лётчиков. С января 1942 года — на фронтах Великой Отечественной войны.
К сентябрю 1944 года гвардии старший лейтенант Иван Лысенко был заместителем командира эскадрильи 74-го гвардейского штурмового авиаполка 1-й гвардейской штурмовой авиадивизии 1-й воздушной армии 3-го Белорусского фронта. К тому времени он совершил 512 боевых вылетов на штурмовку скоплений боевой техники и живой силы противника, его важных объектов, нанеся ему большие потери.
Указом Президиума Верховного Совета СССР от 23 февраля 1945 года за «образцовое выполнение заданий командования по уничтожении живой силы и техники противника и проявленные при этом мужество и героизм» гвардии старший лейтенант Иван Лысенко был удостоен высокого звания Героя Советского Союза с вручением ордена Ленина и медали «Золотая Звезда» за номером 6222.
После окончания войны Лысенко продолжил службу в Советской Армии. В 1953 году он окончил Высшие лётно-тактические курсы ВВС. В 1960 году в звании полковника Лысенко был уволен в запас. Проживал в Киеве.
Умер 14 августа 2000 года, похоронен на Берковецком кладбище Киева.
Был также награждён четырьмя орденами Красного Знамени, орденами Богдана Хмельницкого 3-й степени и Александра Невского, двумя орденами Отечественной войны 1-й степени, рядом медалей.